# 虚拟演播室
虚拟演播室（virtual studio）是以虚拟场景為主體的電視演播室，给视频制作带来很大的方便。這技術經常被應用於校園電視台中。

## 简介

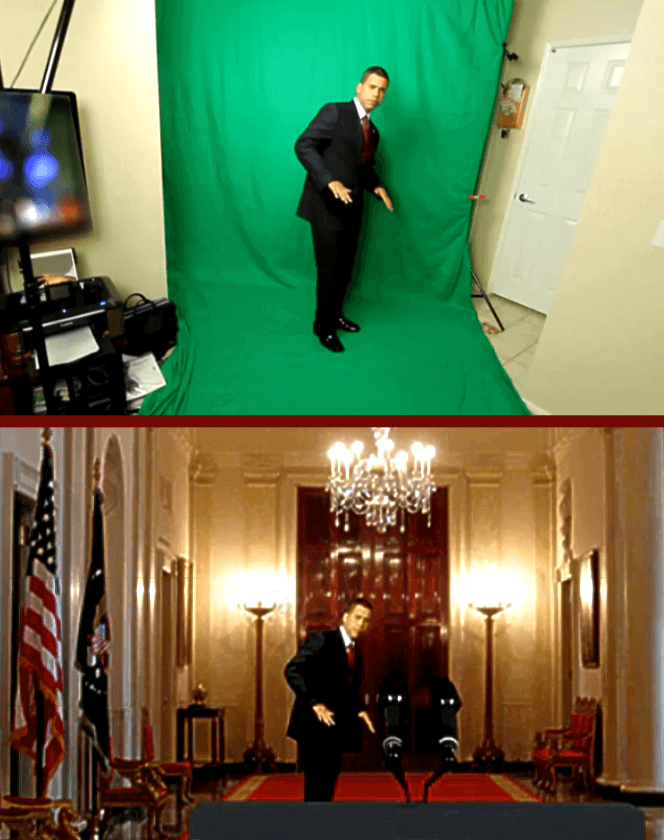
美國演員Iman Crosson示範的虚拟演播室實例

- 1991年，Bogart提出了图像识别法的基本原理和标准算法以来，各国对虚拟演播室技术进行全面研究和开发。
- 1994年，虚拟演播室技术在IBC首次展出，虚拟演播室开始在电视台广泛使用。

1978年，Eugene L.提出了“电子布景”（Electro Studio Setting）的概念，指出未来的节目制作可以在只有人员和摄像机的空演播室内完成，其余布景和道具都由电子系统产生。
随着计算机技术与虚拟现实（Virtual Reality）技术的发展，在 1992年以后虚拟演播室技术真正走向了实用。作为数字演播室发展新技术，虚拟演播室技术已成为了当今数字电视演播室新技术的热点。在1994年IBC展览会上虚拟演播室技术首次亮像，并在各种电视转播中得以实现。
虚拟演播室系统（The Virtual Studio System，简称VSS）是近年来随着计算机技术飞速发展和色键技术不断改进而出现的一种新的电视节目制作系统。
在虚拟演播室系统中，摄像机的工作状态信息传送给图形工作站，计算机依此得到前景物体与摄像机之间的距离和相对位置，从而计算出虚拟场景最适宜的大小、位置，并按要求计算生成虚拟场景的三维模型。现场视频采用色键原理，将主持人或演员置身于蓝色或綠色背景幕布前表演，然后利用切换台上的色键功能将主持人从背景幕布中分离出来，实时地与计算机产生的三维模型完美无缺地集成在一起，构成一个现实中不存在的、但是在电视画面上却又起到演播室作用的那种假想的新的环境和气氛，最终得到把将实拍的人物与虚拟景物无缝地融合起来的画面。 
目前世界上有数十家公司已开发或正在开发这一全新的电视节目制作系统。如美国E&&S公司的Minset、加拿大Discreet（后来被Autodesk收购）、Logic公司的Vapour以及以色列RT-SET公司的Larus虚拟演播室系统等，另外，Accom、BBC、Trinity、ORAD、Radamec等公司也有虚拟演播室系统面世。